# Autochloris crinopoda
Autochloris crinopoda là một loài bướm đêm thuộc phân họ Arctiinae, họ Erebidae.